# Scania Citywide
Der Scania Citywide ist ein Linienbus des zum Volkswagenkonzern gehörenden Nutzfahrzeug-Herstellers Scania. Er ist Nachfolgemodell des Scania OmniCity und des Scania OmniLink.

## Allgemeines
Unter der Bezeichnung Citywide werden die Low-Entry und niederflurigen Varianten für den Stadt- und Überlandverkehr zusammengefasst, von denen aktuell Varianten mit einer Länge ab 10,9 Meter bis 18,75 Meter angeboten werden. Die erste Generation des Citywides, welche als Nachfolgemodell für den OmniLink und OmniCity entwickelt wurde, wurde 2011 vorgestellt. Auf der Busworld 2019 wurde dann die neue Generation vorgestellt. Danach wird das Modell eingestellt.

## Modelle
Der Citywide ist als Low-Entry-Bus und als Niederflurbus lieferbar. Für beide Versionen stehen Motoren mit 206, 235 oder 250 kW zur Auswahl, für die Low-Entry-Bauart zusätzlich ein 265 kW-Motor. Diese können mit herkömmlichem Dieselkraftstoff, Biodiesel, Ethanol oder Erdgas betrieben werden. Weiterhin werden auch Elektrobusse angeboten.

### Citywide LE

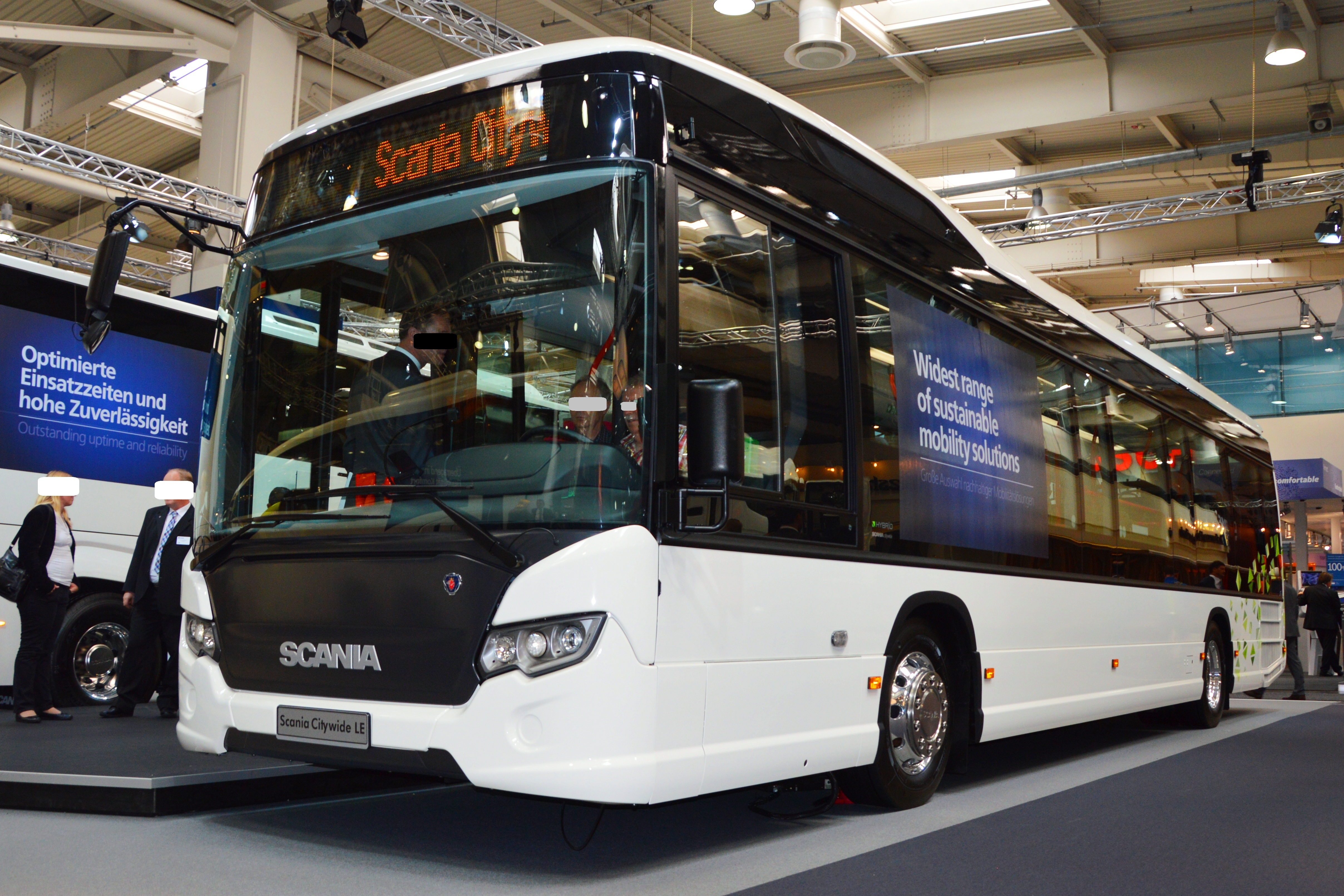
Scania Citywide LE Hybrid auf der IAA 2014

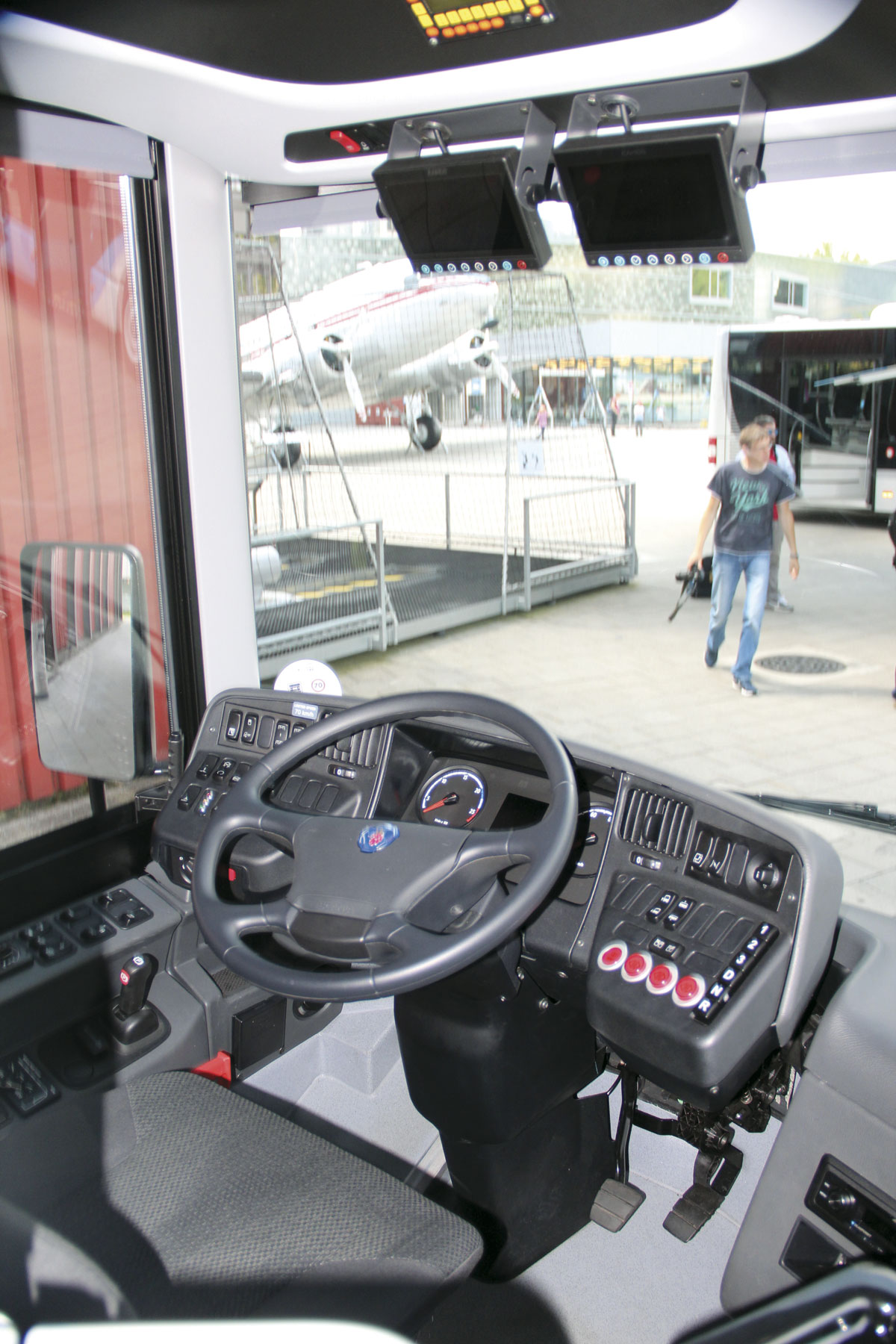
Fahrerarbeitsplatz

Der Scania Citywide LE (Low Entry) ersetzt seit 2011 den Scania OmniLink. Dieser Bus verfügt über einen niedrigen Eingang und einen Niederflurbereich (nur) im vorderen Teil. Das Fahrzeug ist insbesondere für innerstädtische und Vorortstrecken ausgelegt, bei denen (je nach Landesbestimmungen) Geschwindigkeiten bis 100 km/h zulässig sind. Der Citywide LE wird in mehreren Ausstattungsvarianten und Fahrzeuglängen angeboten. Als Gelenkbus weist er eine Länge von 18,1 m auf. Neben den oben genannten Motoren wird auch ein Hybridbus mit einem 130-kW-Elektromotor (und einem 235 kW/320-PS-Diesel/Biodiesel-Motor) vermarktet.

### Citywide LF
Der Scania Citywide LF (Low Floor)  ist durch den Verzicht auf alle Podeste und Erhöhungen im Fahrzeuginnern und den Einbau eines Quermotors im Heck durchgängig als Niederflurbus konstruiert. Dies soll einen höheren Fahrgastfluss ermöglichen. Daher ist er insbesondere für den innerstädtischen Verkehr mit kurzem Haltestellenabstand geeignet. Auch hier stehen mehrere Ausstattungsvarianten und Fahrzeuglängen (einschließlich eines 18,75 m langen Gelenkbusses) zur Verfügung.
Von der BVG in Berlin wurde ein Prototyp eines zweiachsigen Doppeldeckers eingesetzt, welcher seit 2021 nicht mehr im Liniendienst ist.

### Citywide BEV
2020 wurde der Scania Citywide BEV der Öffentlichkeit vorgestellt. Der batterie-elektrisch angetriebene Bus ist mit Lithium-Ionen-Akkus ausgerüstet und kann optional sowohl im Depot wie auch mittels Pantografen unterwegs geladen werden. Seine Reichweite gibt Scania mit 115 bis 220 km (8 Batterien) oder 150 bis 280 km (10 Batterien) an.

## Galerie

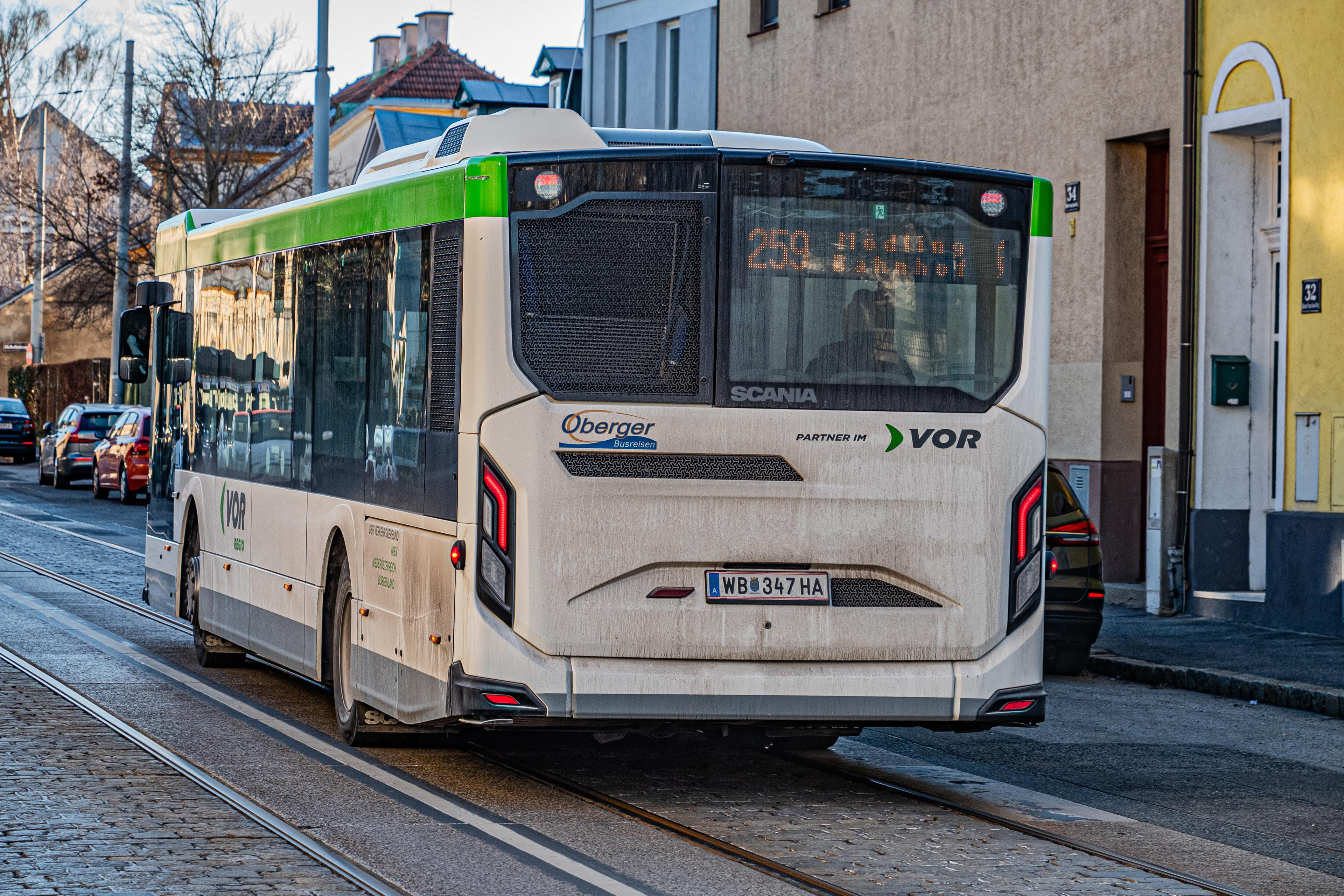
Heckansicht eines Scania Citywide LF
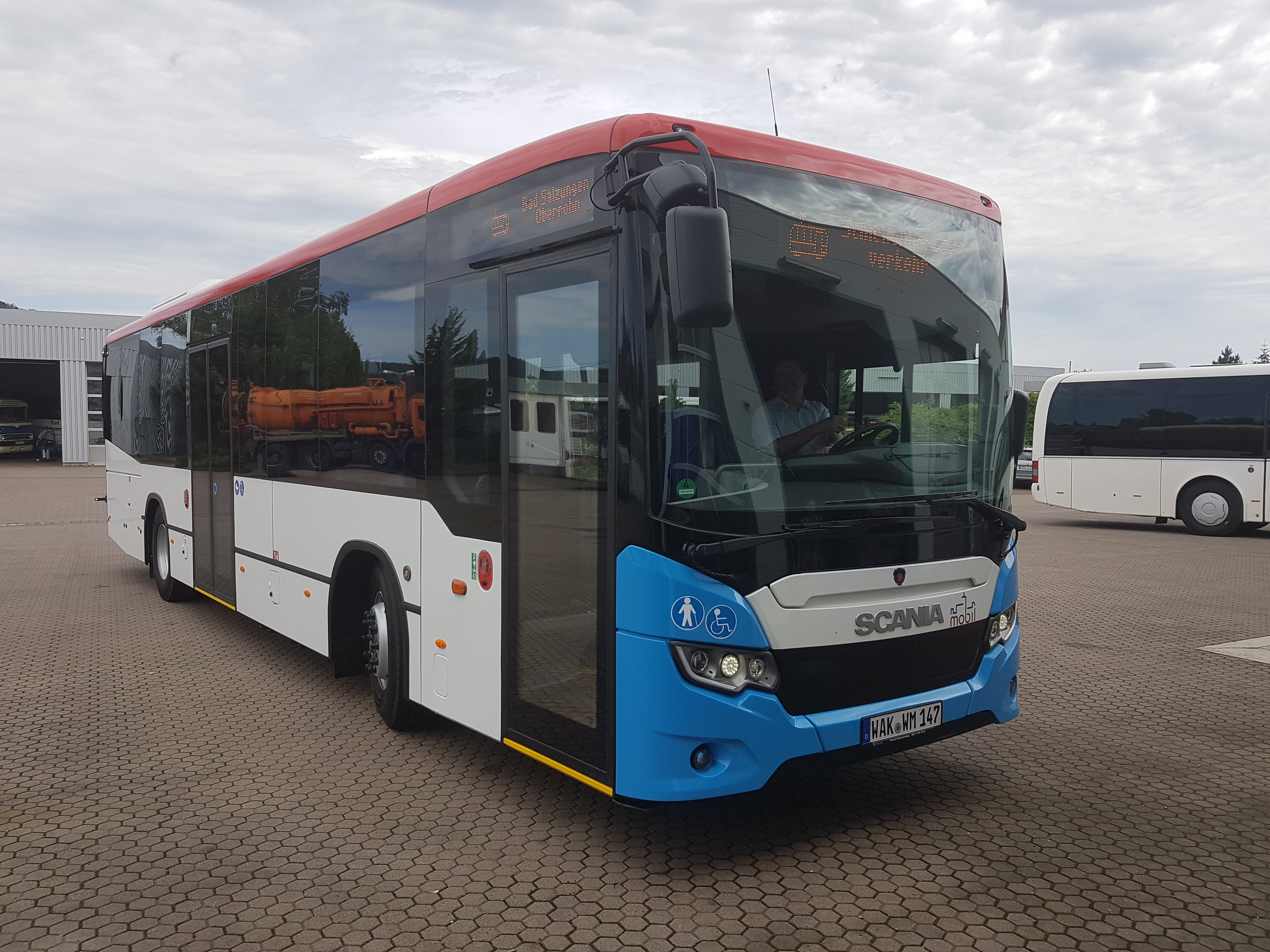
Scania LE Suburban Verkehrsunternehmen Wartburgmobil
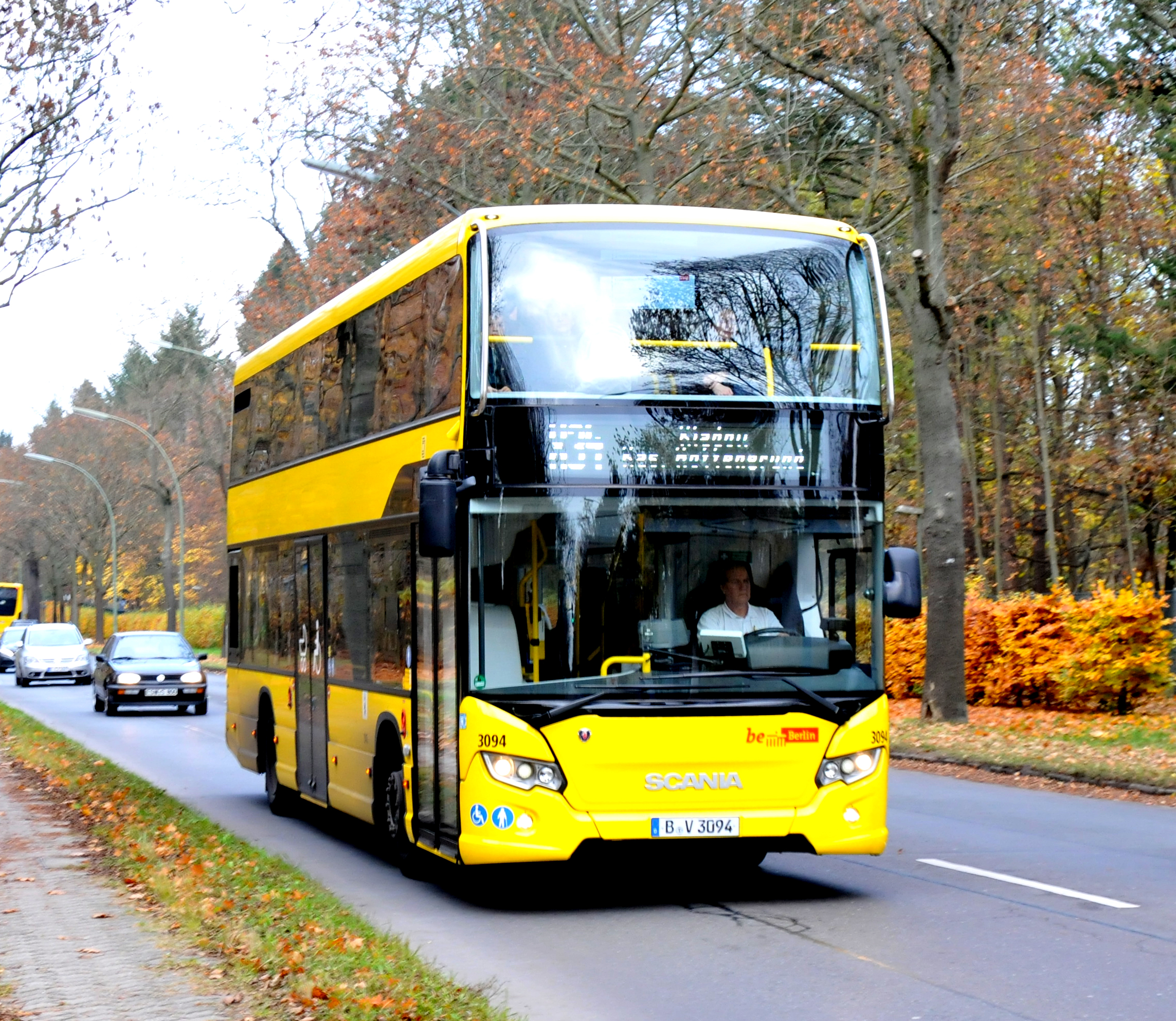
Scania DN15 Citywide LF 2015 in Berlin
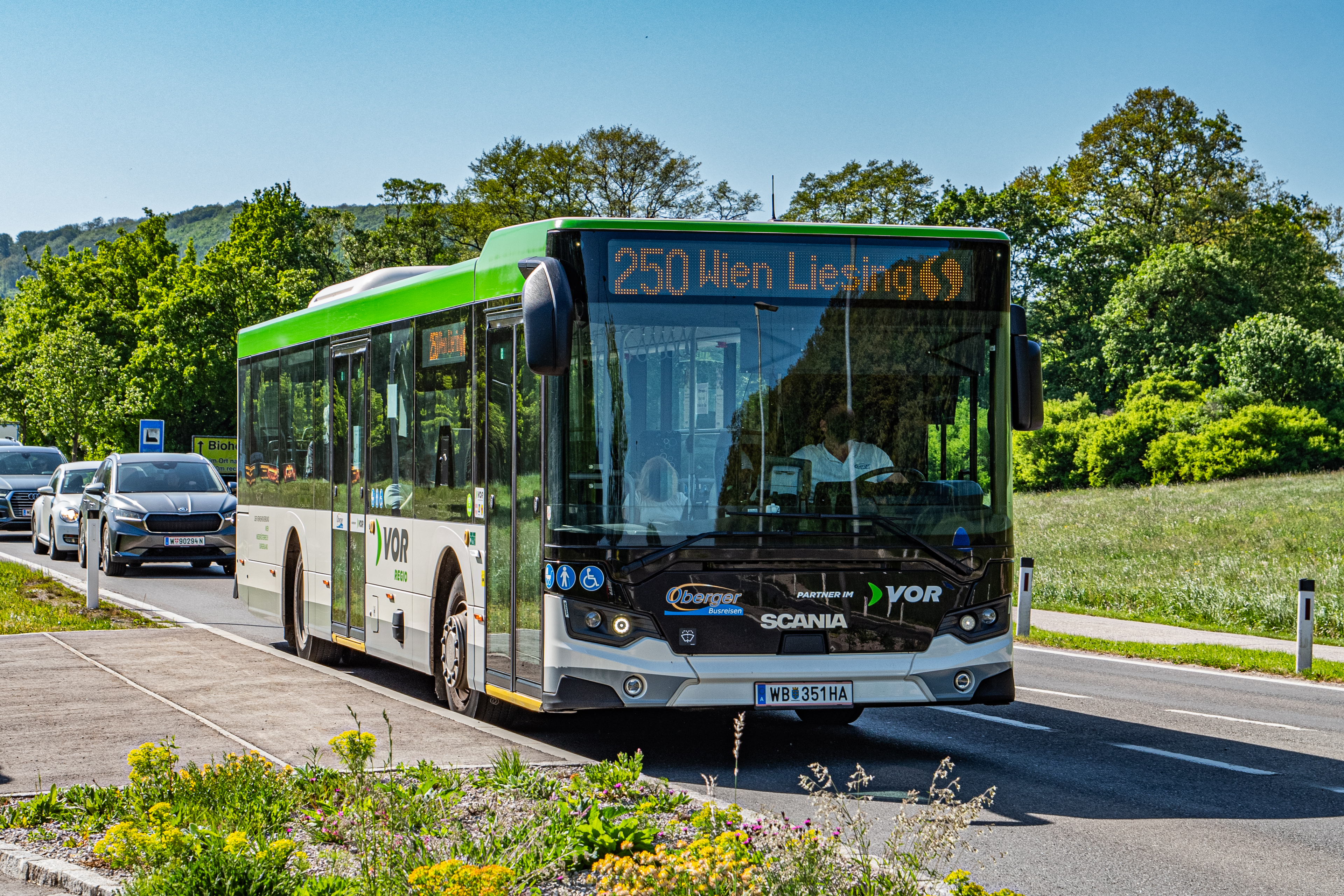
Scania Citywide LF der Firma Oberger im Regionalbusnetz südlich von Wien